# Szörnyen boldog család 2.
A Szörnyen boldog család 2. (eredeti címe: Monster Family 2; címváltozat: Monster Family 2: Nobody's Perfect, Németországban Boldog család 2. címmel jelent meg) 2021-es német-brit számítógéppel animált horror-vígjáték Holger Tappe rendezésében. A film producere Holger Tappe, írója pedig David Safier. A film a 2017-es Szörnyen boldog család folytatása. A szereplők hangjait Emily Watson, Jason Isaacs, Nick Frost, Jessica Brown Findlay, Catherine Tate, Ethan Rouse és Emily Carey szolgáltatják. Az Egyesült Királyságban direct-to-video módon jelent meg 2021. október 22.-én, Amerikában pedig október 15-én mutatták be a mozik.

## Rövid történet
Baba Yagát és Renfieldet elkapja egy szörnyvadász, így a Wishbone családnak újból át kell változniuk vámpírrá, Frankenstein szörnyévé és vérfarkassá, hogy megmentsék őket.

## Szereplők
- Emily Watson: Emma Wishbone
- Nick Frost: Frank Wishbone
- Jessica Brown Findlay: Fay Wishbone
- Ethan Rouse: Max Wishbone
- Catherine Tate: Baba Yaga
- Jason Isaacs: Drakula gróf mesterséges intelligenciája
- Emily Carey: Mila Starr, Mila 2.0
- Rebecca Camp: lány
- Daniel Ben Zenou: Maddox Starr
- Emma Tate: Marlene Starr, lány, műsorvezető
- Ewan Bailey: Renfield, lelkész, horgász, műsorvezető, farmer
- Matt Roberts: tüntető
- Oliver Kalfkofe: jeti
- Tilo Schmitz: King Konga